# Mike Blakely
Pour les articles homonymes, voir Blakely.
Mike blakely, né le 12 septembre 1958, est un auteur-compositeur-interprète de musique Western et un romancier américain qui vit à Buchanan Dam. Mike Blakely est le fils du violoniste et humoriste Doc Blakely. Il a enregistré 11 albums et écrit 16 livres dont l'un fut coécrit avec Willie Nelson.
Mike Blakely donne environ 150 spectacles par an et se produit chaque année ou presque en Europe depuis 15 ans. De sorte qu'il y est souvent mieux connu, comme de nombreux musiciens indépendants qu'aux États-Unis.

## Biographie
Mike Blakely a grandi dans le comté de Wharton dans la plaine côtière du Texas, l'une des régions les plus fournies en fermes et en ranches des États-Unis. Il gardait les vaches à l'âge de six ans dans les ranches de sa famille et commença à apprendre à jouer de la guitare à l'âge de huit ans, guidé par les conseils d'un père qui aime la musique.
Il commença à dresser des chevaux alors qu'il était adolescent et à peu près à la même époque, commença à écrire des chansons et à rêver de pouvoir écrire des romans. Il joua dans deux orchestres de bal quand il était au lycée, mais après avoir servi pendant quatre ans en tant que mécanicien d'hélicoptères dans l'US Air Force, il s'inscrivit à l'université du Texas à Austin où il obtint un diplôme de journalisme. Il mit sa carrière de musicien en parenthèse pour un temps, et écrivit dans des revues et des journaux qui publiaient des articles produits par des journalistes indépendants. Sa carrière d'écrivain évolua de celle de journaliste à celle d'écrivain après la publication de son premier roman en 1990.
Lorsqu'il eut assuré le démarrage de sa carrière d'écrivain, il acheta un ranch d'élevage de chevaux à Marble Falls au Texas où il fit la connaissance de John Arthur Martinez (en) avec lequel il entreprit une collaboration entre auteurs-compositeurs.
En 1994, il participa avec John Arthur Martinez, Alex Harvey, à l'enregistrement de la chanson et de la vidéo « Seguro Que Hell Yes » qu'ils ont composée pour Flaco Jimenez avec la contribution, au chant, de Raul Malo.

## L'œuvre

### Romans et essais
- (en) Willie Nelson et Mike Blakely, A Tale Out of Luck, Center Street, 3 septembre 2008, 256 pages  (ISBN 9781599957326 et 978-1599957326)
- (en) Mike Blakely, Come Sundown, Tor-Forge, juin 2006, 480 pages  (ISBN 0312867050)
- (en) Mike Blakely, Moon Medicine, Tor-Forge, aout 2001, 256 pages  (ISBN 0312867042)
- (en) Mike Blakely, Summer of Pearls, Tor-Forge, septembre 2000, 224 pages  (ISBN 0312875169)
- (en) Mike Blakely, Commanche Dawn, Mass Market Paperback, mai 1999, 576 pages  (ISBN 0312875169)
- (en) Mike Blakely, The Snowy Range Gang, Mass Market Paperback, septembre 1998, 256 pages  (ISBN 0812563573)
- (en) Mike Blakely, Vendetta Gold, Mass Market Paperback, septembre 1998, 256 pages  (ISBN 0812589157)
- (en) Mike Blakely, Shortgrass Song, Mass Market Paperback, juin 1995, 448 pages  (ISBN 0812530292)
- (en) Mike Blakely, Too Long at the Dance, Mass Market Paperback, juillet 1998, 532 pages  (ISBN 0812548329)
- (en) Mike Blakely, Dead Reckoning, Mass Market Paperback, janvier 1997, 288 pages  (ISBN 0812548302)
- (en) Mike Blakely, Spanish Blood, Mass Market Paperback, septembre 1996, - pages  (ISBN 0812548310)

## Autres activités ou fonctions
Mike Blakely a été, de 1998 à 2000, président de l'association d'écrivains Western Writers of America.

## Prix et récompenses
En 2009, Mike Blakely a été sélectionné pour participer à la finale des « Victoires de la Musique du Texas (Texas Music Awards) » dans la catégorie « artiste de l'année (Entertainer of the Year)». La même année son album The Rarest Of The Breed, qu'il avait publié en 2008, fut choisi pour participer à la même finale, dans la catégorie « Album de l'Année ».

## Spectacles en Europe
- 2008, Festival de Craponne-sur-Arzon[7].
- 2008, 18e Festival de Country Music et de Bluegrass du Col des Roches.
- 2009, Mayfest de Pontivy[8].